# داريل جاكسون
داريل جاكسون (بالإنجليزية: Darrell Jackson)‏ هو سياسي أمريكي، ولد في 1 فبراير 1957 في كولومبيا في الولايات المتحدة. حزبياً، نشط في الحزب الديمقراطي. وقد انتخب عضو مجلس ولاية كارولاينا الجنوبية.

## وصلات خارجية
- الموقع الرسمي